# Bombattentatet i Brighton

Bilden visar positionen för explosionen och skorstenens fall i förhållande till var premiärministern och regeringsmedlemmarna befann sig.

Bombattentatet i Brighton utfördes tidigt på morgonen den 12 oktober 1984 av Provisoriska IRA mot det konservativa partiets årliga kongress på hotellet Grand Hotel i den engelska orten Brighton. Attentatet var riktat mot den brittiska premiärministern Margaret Thatcher. Fem människor dog genom bombningen och 34 skadades.

## Bombningen
Bomben detonerade kl 02.54 på natten. Thatcher var fortfarande vaken, enligt en uppgift satt hon uppe och arbetade med ett tal. Badrummet, som hon hade lämnat bara två minuter tidigare, sprängdes av bomben. Hon och maken Denis undkom därigenom dådet oskadda. Thatcher bytte kläder och eskorterades därefter av säkerhetsvakter till Brightons polisstation. Makarna Thatcher blev senare förda till Lewes Police College där de tillbringade återstoden av natten.
Även om attentatsmännen misslyckades med att döda Thatcher eller någon av hennes ministrar, dödade de fem personer, däribland Anthony Berry och John Wakehams första fru Roberta. Flera andra blev svårt handikappade för resten av sina liv.

## IRA ansvariga för dådet
Dagen efter tog Provisoriska IRA på sig ansvaret för dådet, och sade att de skulle göra nya försök. Ett berömt uttalande myntades: "Idag hade vi otur, men kom ihåg, vi behöver bara ha tur en gång. Du måste ha tur varje gång." (Today we were unlucky, but remember we only have to be lucky once. You will have to be lucky always.).

## Patrick Magee
I september 1986 befanns Patrick Magee, då 35 år, skyldig till att ha placerat ut och detonerat bomben som dödade fem personer. Han hade tre veckor innan konferensen tagit in på hotellet under namnet Roy Walsh, placerat bomben i rum 629 och satt en långtidstimer att lösa ut under konferensen 24 dagar senare. Donald Maclean bodde då i rummet med sin fru, frun dödades och Maclean skadades allvarligt när bomben briserade.
Patrick Magee dömdes till åtta livstidsstraff, varav sju för Brightonbombningen och det åttonde för förberedelse till ett annat dåd. Domaren rekommenderade att Magee skulle sitta åtminstone 35 år i fängelse. Inrikesminister Michael Howard ökade det senare till "livet ut". Magee frigavs emellertid 1999 efter bara 14 års fängelsetid, som ett led i Långfredagsavtalet. En talesman för regeringen gjorde uttalandet att det "var svårt att smälta" och dåvarande inrikesministern Jack Straw överklagade frigivningen, men Nordirlands högsta domstol godkände inte överklagandet.
Efter frigivningen har Magee gjort uttalandet "Det jag gjorde, gjorde jag av övertygelse och så väl jag kunde. Om det är några mord jag i dag ångrar? Nej, det kan jag inte påstå." vilket upprörde många anhöriga till offren. Fastän han erkänner sig delvis skyldig till planerandet vidhåller han, att fingeravtrycken som hittats på hotellet var fabricerade - "Om det var mina fingeravtryck, så var det inte jag som satte dit dem" sa han i en tidningsintervju kort efter frigivningen.